# Розели (Кјети)
Розели (итал. Roselli) је насеље у Италији у округу Кјети, региону Абруцо.
Према процени из 2011. у насељу је живело 44 становника. Насеље се налази на надморској висини од 75 м.